# George Hainsworth
George Hainsworth, född 26 juni 1895 i Toronto, Ontario, död 9 oktober 1950 i Gravenhurst, Ontario, var en kanadensisk professionell ishockeymålvakt. Hainsworth spelade för Montreal Canadiens och Toronto Maple Leafs i NHL åren 1926–1937.
George Hainsworth vann två Stanley Cup med Montreal Canadiens, 1930 och 1931. Han vann även Vezina Trophy som NHL:s bäste målvakt tre år i rad säsongerna 1926–27, 1927–28 och 1928–29.
Hainsworth har rekordet för flest antal hållna nollor under en säsong i NHL med 22 stycken från säsongen 1928–29.

## Statistik
M = Matcher, V = Vinster, F = Förluster, O = Oavgjorda, SM = Spelade minuter, IM = Insläppta mål, N = Hållna nollor, GIM = Genomsnitt insläppta mål per match

### Grundserie
| Säsong      | Lag                 | Liga        | M   | V   | F   | O  | SM    | IM  | N  | GIM  |
| ----------- | ------------------- | ----------- | --- | --- | --- | -- | ----- | --- | -- | ---- |
| 1923–24     | Saskatoon Crescents | WCHL        | 30  | 15  | 12  | 3  | 1849  | 73  | 4  | 2.37 |
| 1924–25     | Saskatoon Sheiks    | WCHL        | 28  | 16  | 11  | 1  | 1700  | 75  | 2  | 2.65 |
| 1925–26     | Saskatoon Sheiks    | WHL         | 30  | 18  | 11  | 1  | 1812  | 64  | 4  | 2.12 |
| 1926–27     | Montreal Canadiens  | NHL         | 44  | 28  | 14  | 2  | 2732  | 67  | 14 | 1.47 |
| 1927–28     | Montreal Canadiens  | NHL         | 44  | 26  | 11  | 7  | 2730  | 48  | 13 | 1.05 |
| 1928–29     | Montreal Canadiens  | NHL         | 44  | 22  | 7   | 15 | 2800  | 43  | 22 | 0.92 |
| 1929–30     | Montreal Canadiens  | NHL         | 42  | 20  | 13  | 9  | 2680  | 108 | 4  | 2.42 |
| 1930–31     | Montreal Canadiens  | NHL         | 44  | 26  | 10  | 8  | 2740  | 89  | 0  | 1.95 |
| 1931–32     | Montreal Canadiens  | NHL         | 48  | 25  | 16  | 7  | 2998  | 110 | 6  | 2.20 |
| 1932–33     | Montreal Canadiens  | NHL         | 48  | 18  | 25  | 5  | 2980  | 115 | 8  | 2.32 |
| 1933–34     | Toronto Maple Leafs | NHL         | 48  | 26  | 13  | 9  | 3010  | 119 | 3  | 2.37 |
| 1934–35     | Toronto Maple Leafs | NHL         | 48  | 30  | 14  | 4  | 2957  | 111 | 8  | 2.25 |
| 1935–36     | Toronto Maple Leafs | NHL         | 48  | 23  | 19  | 6  | 3000  | 106 | 8  | 2.12 |
| 1936–37     | Toronto Maple Leafs | NHL         | 3   | 0   | 2   | 1  | 190   | 9   | 0  | 2.84 |
|             | Montreal Canadiens  | NHL         | 4   | 2   | 1   | 1  | 270   | 12  | 0  | 2.67 |
| WCHL totalt | WCHL totalt         | WCHL totalt | 88  | 49  | 34  | 5  | 5361  | 212 | 10 | 2.37 |
| NHL totalt  | NHL totalt          | NHL totalt  | 465 | 246 | 145 | 74 | 29087 | 937 | 94 | 1.93 |

### Slutspel
| Säsong     | Lag                 | Liga       | M  | V  | F  | O | SM   | IM  | N | GIM  |
| ---------- | ------------------- | ---------- | -- | -- | -- | - | ---- | --- | - | ---- |
| 1924–25    | Saskatoon Sheiks    | WCHL       | 2  | 0  | 1  | 1 | 120  | 6   | 0 | 3.00 |
| 1925–26    | Saskatoon Sheiks    | WHL        | 2  | 0  | 1  | 1 | 129  | 4   | 0 | 1.86 |
| 1926–27    | Montreal Canadiens  | NHL        | 4  | 1  | 1  | 2 | 252  | 6   | 1 | 1.43 |
| 1927–28    | Montreal Canadiens  | NHL        | 2  | 0  | 1  | 1 | 128  | 3   | 0 | 1.41 |
| 1928–29    | Montreal Canadiens  | NHL        | 3  | 0  | 3  | 0 | 180  | 5   | 0 | 1.67 |
| 1929–30    | Montreal Canadiens  | NHL        | 6  | 5  | 0  | 1 | 481  | 6   | 3 | 0.75 |
| 1930–31    | Montreal Canadiens  | NHL        | 10 | 6  | 4  | 0 | 722  | 21  | 2 | 1.75 |
| 1931–32    | Montreal Canadiens  | NHL        | 4  | 1  | 3  | 0 | 300  | 13  | 0 | 2.60 |
| 1932–33    | Montreal Canadiens  | NHL        | 2  | 0  | 1  | 1 | 120  | 8   | 0 | 4.00 |
| 1933–34    | Toronto Maple Leafs | NHL        | 5  | 2  | 3  | 0 | 302  | 11  | 0 | 2.19 |
| 1934–35    | Toronto Maple Leafs | NHL        | 7  | 3  | 4  | 0 | 460  | 12  | 2 | 1.57 |
| 1935–36    | Toronto Maple Leafs | NHL        | 9  | 4  | 5  | 0 | 541  | 27  | 0 | 2.99 |
| NHL totalt | NHL totalt          | NHL totalt | 52 | 22 | 25 | 5 | 3486 | 112 | 8 | 1.93 |